# Achiet-le-Petit
Achiet-le-Petit település Franciaországban, Pas-de-Calais megyében. Lakosainak száma 311 fő (2022. január 1.). Achiet-le-Petit Courcelles-le-Comte, Irles, Miraumont, Ablainzevelle, Achiet-le-Grand, Bucquoy és Grévillers községekkel határos.

## Népesség
A település népességének változása:
| Lakosok száma | 320  | 305  | 300  | 303  | 307  | 311  | 312  | 310  | 311  |
|               | 2013 | 2015 | 2016 | 2017 | 2018 | 2019 | 2020 | 2021 | 2022 |